# Max Reisinger
Max Reisinger es un deportista austríaco que compite en vela en la clase Soling. Ganó dos medallas de bronce en el Campeonato Europeo de Soling, en los años 2022 y 2023.

## Palmarés internacional
| Campeonato Europeo | Campeonato Europeo    | Campeonato Europeo | Campeonato Europeo |
| Año                | Lugar                 | Medalla            | Clase              |
| ------------------ | --------------------- | ------------------ | ------------------ |
| 2022               | Attersee (Austria)    | Medalla de bronce  | Soling             |
| 2023               | Warnemunde (Alemania) | Medalla de bronce  | Soling             |